# Мрежата (филм, 1995)
„Мрежата“ (на английски: The Net) е американски екшън трилър от 1995 г. на режисьора Ъруин Уинклър и участват Сандра Бълок, Джеръми Нортъм и Денис Милър. Премиерата на филма е на 28 юли 1995 г. и е разпространен от Кълъмбия Пикчърс чрез Сони Пикчърс Релийзинг.